# Навлон
Навлон (др.-греч. ναῦλον) — в Древней Греции — в общем смысле — плата за морскую перевозку.
В похоронном обряде — плата Харону за перевоз через Стикс в подземное царство. В Риме такая плата называлась донация.
Для того чтобы покойник мог заплатить Харону, ему в рот клалась мелкая монета, обычно серебряный обол. Иногда клали более дешевую медную монету, а при богатых похоронах в рот покойника клали индикации — круглые золотые листики с отпечатками монет. Римляне клали в рот покойника триенс.
Обычай хоронить мёртвых с монетой во рту существовал у многих народов. Возможно, это связано с обычаем носить монеты во рту. В Риме обычай таких похорон просуществовал до XVI века.